# Glažnja
Glajnya ou Glažnja (en macédonien Глажња, en albanais Gllazhnja) est un village du nord de la Macédoine du Nord, situé dans la municipalité de Lipkovo. Le village ne comptait aucun habitant en 2002. Il est traditionnellement albanais. Il se trouve à proximité du lac de Glajnya.